# Puk

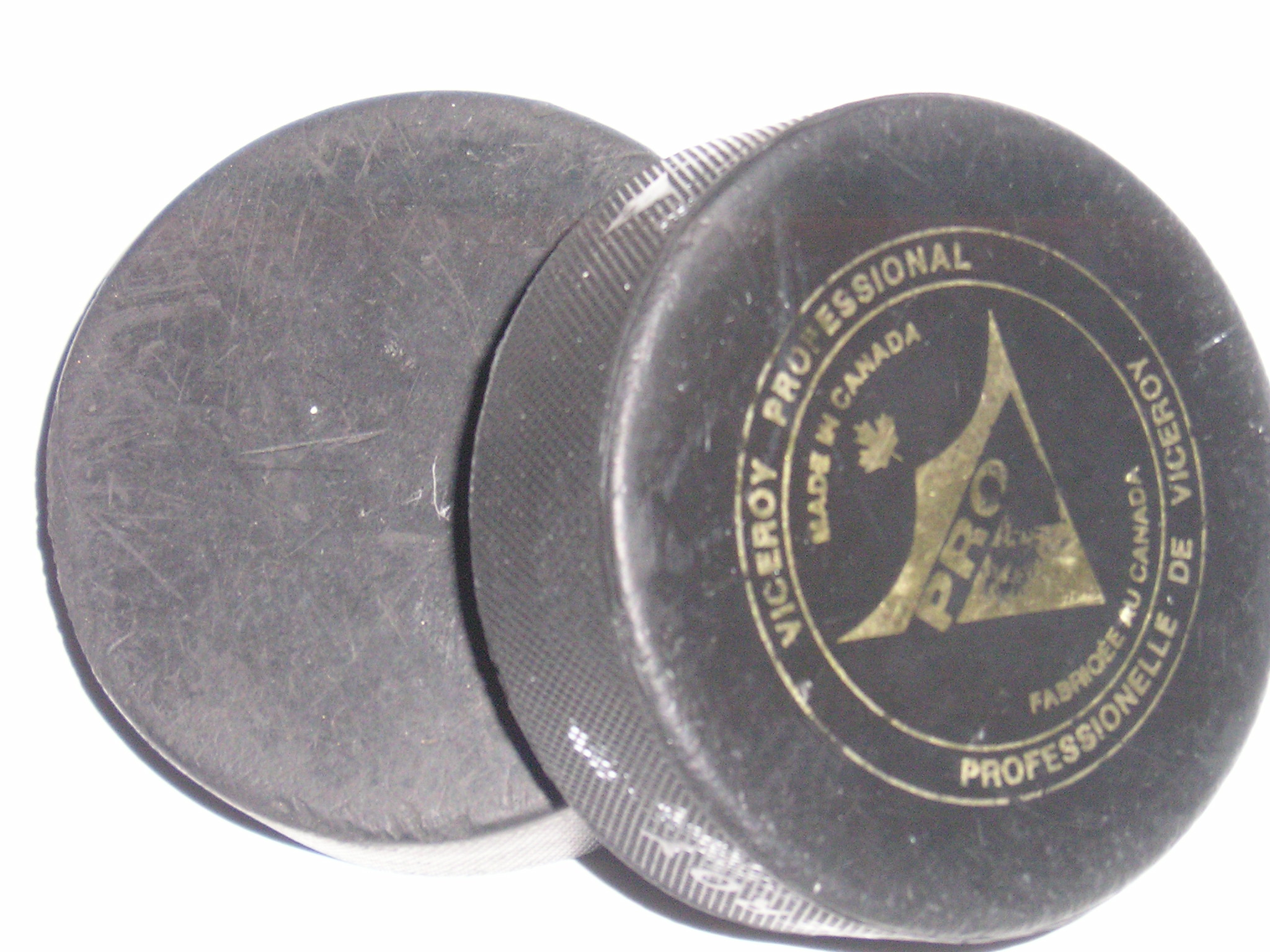
Hokejové puky

Kotouč, hovorově pojmenováván puk (někdy též nazývaný touš), je drobný předmět tvaru velmi plochého válce, který se nejčastěji používá ke hře při ledním hokeji. Slovo puk pochází z anglického puck.

## Lední hokej
Počátky ledního hokeje byly spojeny sice s postupně zakulacujícími se dřevěnými destičkami a jejich jinými náhradami v podobě plechovek i zmrzlého koňského trusu, ale dnešní hokejové puky bývají zhotoveny z vulkanizované pryže. Vznikají při teplotách nad 150 °C a tlaku stovek atmosfér. Puk má zhruba průměr 76,2 milimetrů (3 palce anglické míry), výšku 25,4 mm (1 palec anglické míry) a hmotnost od 156 do 170 gramů, ovšem tyto parametry mohou být mírně pohyblivé a liší se třeba pro žákovské kategorie. Kromě rozměrů musí puk zároveň vyhovovat celé řadě požadavků na jeho vlastnosti (elastičnost, tvrdost, odrazivá schopnost…). Pro každé utkání jich musí být k dispozici dostatek, protože mnohdy několik z nich skončí v hledišti, což může být vzhledem k rychlosti, jakou někdy dosahuje vystřelený puk (160 km/h), i smrtelně nebezpečné. Puky si někdy berou jako suvenýr někteří hráči, když vstřelí nějaký významný gól své kariéry. Vyráběny jsou i suvenýry v podobě puků (skleněné, přívěšky…).
Některé významné akce Mezinárodní hokejové federace (IIHF) poslední doby (zimní olympijské hry, mistrovství světa, mezinárodní turnaje) se odehrály s puky valašského výrobce Gufex v Kateřinicích, který je vyrábí již od roku 1994, protože nezanechávají veskrze žádné stopy na mantinelech a plexisklech.

## Podvodní hokej
V podvodním hokeji se puk podobá tomu z ledního hokeje, ale má olověné jádro, zbytek je z teflonu, plastu nebo gumy. Díky tomu je dostatečně těžký, aby se v bazénu potopil a byl zároveň šetrný k bazénovým dlaždicím během hry.

## Výrobci puků (lední hokej)
Neúplný seznam známých bývalých či současných výrobců puků:
- Gufex[2] - Olympiáda 1998, 2002, 2006 a 2018. Od roku 1999 každé mistrovství světa.
- Rubena[2] - Olympiáda 2014.
- Vegum Dolné Vestenice[4]
- In Glas Co.
- Sher-Wood
- Converse
- HockeyShot
- Spalding
- Xiamen Yin Hua Silicone Rubber Products Co., Ltd.
- Xiamen Deng Hong Silica Gel Product Co., Ltd.
- Xiamen Ijetech Industry & Trade Co. Ltd